# Wallsee-Sindelburg
Wallsee-Sindelburg là một thị trấn ở huyện Amstetten trong bang Niederösterreich ở nước Áo. Đô thị này có diện tích 25,93 km², dân số năm 2001 là 2121 người.